# كالاباساس (كاليفورنيا)
كالابأساس (بالإنجليزية: Calabasas)‏ هي إحدى مدن مقاطعة لوس أنجليس، كاليفورنيا، الولايات المتحدة الأمريكية. تم إعطاءها لقب مدينة في 5 أبريل، 1991.

## التركيبة السكانية
حدّد مكتب تعداد الولايات المتحدة بيانات التركيبة السكانية لكالاباساس في تعداد الولايات المتحدة. في ما يلي، التركيبة السكانية حسب تعدادي 2000 و2010.

### تعداد عام 2000
بلغ عدد سكان كالاباساس 20,033 نسمة بحسب تعداد عام 2000، وبلغ عدد الأسر 7,229 أسرة وعدد العائلات 5,543 عائلة مقيمة في المدينة. في حين سجلت الكثافة السكانية 563.8 نسمة لكل كيلومتر مربع (1,460.2/ميل2). وبلغ عدد الوحدات السكنية 7,426 وحدة بمتوسط كثافة قدره 209 لكل كيلومتر مربع (541.3/ميل2).
وتوزع التركيب العرقي للمدينة بنسبة 86.92% من البيض و1.18% من الأمريكيين الأفارقة و0.13% من الأمريكيين الأصليين و7.71% من الأمريكيين ذوي الأصول الآسيوية و0.04% من سكان جزر المحيط الهادئ و1.31% من الأعراق الأخرى و2.71% من عرقين مختلطين أو أكثر و4.74% من الهسبانيون أو اللاتينيون من أي عرق.
بلغ عدد الأسر 7,229 أسرة كانت نسبة 44.4% منها لديها أطفال تحت سن الثامنة عشر تعيش معهم، وبلغت نسبة الأزواج القاطنين مع بعضهم البعض 64.3% من أصل المجموع الكلي للأسر، ونسبة 9% من الأسر كان لديها معيلات من الإناث دون وجود شريك، بينما كانت نسبة 3.3% من الأسر لديها معيلون من الذكور دون وجود شريكة وكانت نسبة 23.3% من غير العائلات. تألفت نسبة 17% من أصل جميع الأسر من عدة أفراد يعيشون في نفس المنزل ونسبة 4.1% كانت تتألف من شخص يعيش بمفرده يبلغ من العمر 65 عاماً أو أكثر. وبلغ متوسط حجم الأسرة المعيشية 2.76، أما متوسط حجم العائلات فبلغ 3.14.
بلغ العمر الوسطي للسكان 38.5 عاماً. وكانت نسبة 28.6% من القاطنين تحت سن الثامنة عشر، وكانت نسبة 5.8% بين الثامنة عشر والرابعة والعشرين عاماً، ونسبة 29.1% كانت واقعةً في الفئة العمرية ما بين الخامسة والعشرين والرابعة والأربعين عاماً، ونسبة 27.9% كانت ما بين الخامسة والأربعين والرابعة والستين، ونسبة 8.3% كانت ضمن فئة الخامسة والستين عاماً فما فوق. يوجد لكل 100 أنثى 94.7 ذكر، ويوجد لكل 100 أنثى في الثامنة عشر من عمرها فما فوق 90.3 ذكر.
بلغ متوسط دخل الأسرة في المدينة 93,860 دولارًا، أما متوسط دخل العائلة فبلغ 107,330 دولارًا. وكان متوسط دخل الذكور 87,049 دولارًا مقابل 46,403 دولارًا للإناث. وسجل دخل الفرد الخاص بالمدينة 48,189 دولارًا. وكانت نسبة 2.1% من العائلات ونسبة 3.3% من السكان تحت خط الفقر، وكان من هؤلاء نسبة 3.6% تحت سن الثامنة عشر ونسبة 1.7% في الخامسة والستين من العمر وما فوق.

### تعداد عام 2010
بلغ عدد سكان كالاباساس 23,058 نسمة بحسب تعداد عام 2010، وبلغ عدد الأسر 8,543 أسرة وعدد العائلات 6,381 عائلة مقيمة في المدينة. في حين سجلت الكثافة السكانية 649 نسمة لكل كيلومتر مربع (1,680.9/ميل2). وبلغ عدد الوحدات السكنية 8,878 وحدة بمتوسط كثافة قدره 249.9 لكل كيلومتر مربع (647.2/ميل2).
وتوزع التركيب العرقي للمدينة بنسبة 83.88% من البيض و1.63% من الأمريكيين الأفارقة و0.21% من الأمريكيين الأصليين و8.64% من الأمريكيين ذوي الأصول الآسيوية و0.03% من سكان جزر المحيط الهادئ و1.60% من الأعراق الأخرى و4.01% من عرقين مختلطين أو أكثر و6.42% من الهسبانيون أو اللاتينيون من أي عرق.
بلغ عدد الأسر 8,543 أسرة كانت نسبة 38.9% منها لديها أطفال تحت سن الثامنة عشر تعيش معهم، وبلغت نسبة الأزواج القاطنين مع بعضهم البعض 60% من أصل المجموع الكلي للأسر، ونسبة 11% من الأسر كان لديها معيلات من الإناث دون وجود شريك، بينما كانت نسبة 3.7% من الأسر لديها معيلون من الذكور دون وجود شريكة وكانت نسبة 25.3% من غير العائلات. تألفت نسبة 19% من أصل جميع الأسر من عدة أفراد يعيشون في نفس المنزل ونسبة 6.1% كانت تتألف من شخص يعيش بمفرده يبلغ من العمر 65 عاماً أو أكثر. وبلغ متوسط حجم الأسرة المعيشية 2.70، أما متوسط حجم العائلات فبلغ 3.11.
بلغ العمر الوسطي للسكان 41.6 عاماً. وكانت نسبة 25.3% من القاطنين تحت سن الثامنة عشر، وكانت نسبة 8.1% بين الثامنة عشر والرابعة والعشرين عاماً، ونسبة 21.8% كانت واقعةً في الفئة العمرية ما بين الخامسة والعشرين والرابعة والأربعين عاماً، ونسبة 32.2% كانت ما بين الخامسة والأربعين والرابعة والستين، ونسبة 12.6% كانت ضمن فئة الخامسة والستين عاماً فما فوق. وتوزع التركيب الجنسي للسكان بنسبة 48.3% ذكور و51.7% إناث.

## أعلام
- ليستر كوك
- بيل ريتشموند
- دونا فيلدمان
- جوان جوردن
- جو ايسبوسيتو
- ديفيد أوبنهايم
- ماكسين آشر
- تيموثي جيبس
- كوبي براينت
- روب بوردون